# عبد الحكيم عبد اللطيف
عبد الحكيم عبد اللطيف عبد الله سليمان (17 سبتمبر 1936 - 9 سبتمبر 2016) عالم مصري، وشيخ عموم المقارئ المصرية السابق. أصله من بلدة الطويرات في صعيد مصر، والنسبة إليها الطويري.

## النشأة
ولد في مصر بمنطقة الدمرداش أمام مسجد المحمدي، يوم 17 سبتمبر 1936 (وهو يوافق على التقريب غرة رجب سنة 1355 هـ). نزح والده من الصعيد وعمر الوالد نحو 17 سنة، وكان يتاجر في الخشب، وكان له محلات بقالة، وكان يقاول على العمائر المراد هدمها، فيهدمها ويأخذ ما فيها من الخشب والحديد والحجارة، ويسلمها أرضًا لصاحبها.

## دراسته
بعث به والده ووالدته وعمره أربع سنوات أو خمس إلى مكتب المحمدي بمنطقة الدمرداش، فأتم حفظ القرآن الكريم وعمره نحو 12 أو 13 سنة.
- وكان شيخ المكتب الشيخ إمام عبده حلاوة، وقد تلقى الشيخ إمام القرآن الكريم عن الشيخ حسن الجريسي عن أبيه الشيخ حسن الجريسي أيضًا الشهير ببدير، عن الشيخ المتولي، برواية حفص، وأخذ أيضًا عن شيخ من شيوخ المتولي. وكان الشيخ إمام معتنيًا بتلاميذه، يُصحَّح عليه القرآن الكريم بعد الكتابة في الألواح أو على أخيه إن كان غائبًا.
- وكان مع الشيخ إمام أخوه عبد الله عبده حلاوة، وقد قرأ على الجريسي المذكور أيضًا.
- وبعد أن أتم الحفظ قرأ الشيخ عبد الحكيم على تلميذ شيخه الشيخ علي مصطفى عرفة عدة ختمات إعادة، وعلى غيره من مشايخ هذا المسجد.

### معهد القراءات
التحق بالمعهد الديني الابتدائي بالأزهر، وبعد أن انتظم في الدراسة أصر والده على أن ينتقل إلى معهد القراءات بالأزهر، وكان ذلك نحو سنة 1950.
وكان المعهد قسمين، قسمًا في مبنى أمام الجامع، وقسمًا في الرواق العباسي للشهادة العالية والتخصص، وحضر على مشايخ المعهد، وكانوا على جانب كبير من العلم، وكان لا يدرِّس بالمعهد إلا من قرأ القراءات العشر، وناظمة الزهر في العد، والعقيلة في الرسم، مع حصوله على العالمية في القراءات.

### إجازة التجويد بحفص
من المشايخ الذين حضر لهم واستفاد منهم في مرحلة إجازة حفص:
- الشيخ محمود علي بِسَّة، كان محاميًا شرعيًّا، واعتزل المحاماة واشتغل بالتدريس، وكان يحمل الابتدائية الأزهرية، والثانوية الأزهرية، والعالمية، وتخصص القضاء الشرعي، وتخصص التدريس، وتلقى القراءات العشر، ودرس الرسم والفواصل. أخذ عنه الشيخ عبد الحكيم إجازة التجويد، فقرأ عليه عدة ختمات، وحضر له شرح التحفة والجزرية. وألّف كتابًا حافلاً في التجويد سماه: العميد في علم التجويد. وكان حنبليًّا، قال الشيخ عبد الحكيم: «وهو الذي حنبلني، وحببني في هذا المذهب، وأرشدني إلى كتب الحنابلة، كالمقنع».

وفي هذه المرحلة وفي أول التي تليها عشق القراءات، وأجراها الله في دمه، وهذا سبب تلقيه لها عن مشايخ خارج المعهد.

### عالية القراءات
وبعد أن أتم المرحلة الأولى وهي إجازة التجويد بحفص، انتقل إلى المرحلة الثانية، وهي مرحلة عالية القراءات، وهي تتضمن دراسة الشاطبية و الدرة، وغير ذلك من التفسير والرسم والفواصل والنحو والصرف والفقه.
- وفي هذه المرحلة حضر شرح الشاطبية والدرة على الشيخ محمد عيد عابدين، وقد حصل الشيخ محمد عيد على الدكتوراه بعد ذلك وهو في التدريس، وله مثل مؤهلات الشيخ محمود علي بسة، غير أن الشيخ عابدين كان حنفيًّا، وكان عالمًا فذًّا، وكان يعتني بتلاميذه، وخصوصًا في حفظ متن الشاطبية والدرة، والذي يقصِّر في الحفظ من الطلاب يقسو عليه جدًّا، وكان هذا في مصلحة الطالب.
- وحضر على الشيخ أحمد مصطفى أبو حسن، في العرض والتطبيق للشاطبية والدرة، فكان لهم شيخ يشرح ويُعرَض عليه المتن، وشيخ يُقرأ عليه للتطبيق.
- وحضر على الشيخ أحمد علي مرعي.
- والشيخ متولي الفقاعي.
- والشيخ أحمد الأشموني الحنفي بمعهد القراءات، وبالمعهد الديني حين كان فيه.

تخصص القراءات:
ثم انتقل إلى المرحلة الثالثة، وهي مرحلة التخصص، وحضر فيها:
- على الشيخ عامر السيد عثمان، شيخ المقارئ المصرية .
- الشيخ حسن المري، وهو من تلاميذ الشيخ الزيات.
- الشيخ أحمد عيطة، وكان من المشايخ الأجلاء.
- الشيخ أحمد عبد العزيز الزيات، قرأ عليه في المعهد، وقرأ عليه في بيته ختمة كاملة من الطيبة.
- الشيخ خميس نصار.
- الشيخ عبد المنعم السيد.
- الشيخ محمود بكر قرأ عليه لحفص مرة أخرى .

### خارج المعهد
اتجهت عنايته إلى تلقي القراءات بالسند على المشايخ خارج المعهد:
- فأول من تتلمذ عليه، وحفظ عليه يديه الشاطبية والدرة: الشيخ محمد مصطفى الْمَلَّواني، قرأ عليه الفاتحة والبقرة وآل عمران إلى قوله - تعالى - : «إذ تصعدون ولا تلوون»، والشيخ الملواني قرأ على الشيخ حسن الجريسي الصغير.
- ثم أراد والده أن يقرأ على الشيخ مصطفى منصور الباجوري شيخ مقرأة الحسين، فقرأ عليه ختمة لحفص مع التحفة والجزرية شرحًا وتطبيقًا، ثم قرأ عليه بالشاطبية والدرة إفرادًا وجمعًا، من أول القرآن الكريم إلى قوله - تعالى - : ( كل شيء هالك إلا وجهه له الحكم وإليه ترجعون ) آخر القصص.

ثم عين الشيخ عبد الحكيم مدرسًا ابتدائيًا بالأزهر بالإسكندرية، وكان هذا أول تعيين له، فانقطع عن شيخه بسبب عمله، ولما رجع إلى القاهرة للتدريس فيها كان الشيخ قد توفي، وكان قد أجازه، لأنه كان يقرأ بين يديه في مسجد المحمدي بجميع القراءات، وإن لم يحصل منه على الإجازة مكتوبة. 
وكان له رغبة شديدة في الحصول على الإجازة الخطية منه، لأنه كان يجله ويحبه، ولأنه قرأ أولاً على الشيخ محمد مكي نصر صاحب نهاية القول المفيد عن المتولي، أخذ عنه الشاطبية والدرة، ثم تلقى القراءات عن الشيخ علي سبيع عبد الرحمن، عن الجريسي الكبير عن المتولي، وعن أحد شيوخ المتولي، وكان ناظر مدرسة بوزارة المعارف، وكان على علم بجميع القراءات متواترها وشاذها، وعلى علم بالتفسير والنحو، وكان يجمع مشايخ هذا العهد، ويعقد لهم مجلسًا بمنزله أو بمنزل أحدهم، ويقرؤون تفسير القرطبي، وغيره من المصادر الكبيرة في العلم.

### قراءته على الشيخ الزيات
قال الشيخ عبد الحكيم: "رأيت فيما يرى النائم في ليلة قبيل الفجر الشيخ مصطفى منصور الباجوري، وهو يجلس في مقرأة المحمدي كعادته، جلست لأقرأ دوري، وكان ربع (وأقسموا بالله جهد أيمانهم) في سورة النور، وكانت القراءة للبزي عن ابن كثير، وجاءت آية فيها غنة عند اللام والراء، فقال الشيخ: غُنَّ، فاستغربت لأني قرأت عليه من الشاطبية والدرة، وليس فيهما غنة عند اللام والراء، فوقفت أمام شيخي في غاية الأدب، منكسًا رأسي، قائلا له بلسان الحال: شيخي أنت تعرف أني قوي في القراءات ، وأتقنتها عليك ، وقد أجزتني بالقراءة في المقرأة وغيرها، بالروايات التي تلقيتها عليك، ولكن لم يحصل لي نصيب في كتابة الإجازة بيدك . والشيخ ينظر إلي ، فلما أتممت ما جال بخاطري نحو الإجازة ضحك، وهز رأسه مشيرًا إليَّ: أنْ نعم، يعني هو مجيز ، وستأخذ الإجازة.
ثم بعد أن صليت الصبح جاءني هاتف أو ميل إلى زيارة الشيخ أحمد عبد العزيز الزيات، وكان يوم أربعاء، فذهبت إليه في منزله، فرحب بي وقال : ما الذي قطعك عنا يا عبد الحكيم، وكنت قبلاً أذهب إليه وأقرأ معه في إحياء الغزالي، وزاد المعاد لابن القيم، وغيرهما، وانقطعت عنه مدة، وبعد أن جلست وشربت الشاي ورحب بي، وكان وقت ذاك ليس عنده وقت لأن يقرئ إلا ناسًا مخصوصين، وكان يقرأ عليه دكاترة، يعيدون عليه،
، فقلت له: سيدي الشيخ، أريد أن أكمل عليك ختمة القراءات العشر من طريق الشاطبية والدرة، فقد قد قرأت على الشيخ مصطفى منصور الباجوري ختمة كاملة لحفص، وقرأت عليه ختمة بالشاطبية والدرة إفرادًا وجمعًا من أول القرآن الكريم إلى آخر القصص، فأريد أن أكمل الختمة لأحصل على الإجازة . فترحم على الشيخ مصطفى منصور وذكر قدره، وكانوا يعرف بعضهم قدر بعض، وأثنى عليه ثناءً كبيرًا، ثم سكت برهة، وكنت أتوقع أن يقول : تعال بعد شهر أو شهرين من أجل مشاغله، وإذا هو يقول: يا عبد الحكيم، ستقرأ ختمة للطيبة، وتأتي يوم السبت. وكان يوم الأربعاء، وكنت آنذك في المعهد أكملت العالية وسأدخل التخصص، ثم ذكرت له الشاطبية والدرة، فقال أسند القراءات العشر من الشاطبية والدرة من طريقي. وبقيت مع الشيخ أذهب إليه ثلاثة أيام في الأسبوع، إلى أن ختمت القراءات من الطيبة، وكان يحاورني في الشاطبية والدرة، وكان يعرف قدر الشيخ مصطفى الباجوري، وختمت عليه في سنة وستة أشهر".

### بقية مشيخته
- وقرأ غالب القرآن على الشيخ إبراهيم علي شحاتة السمنُّودي ، وكان حضر له في المعهد، ولما كان الشيخ عبد الحكيم مفتشًا كان يطلب التفتيش في سمنود ليقرأ عليه، واختبره اختبارًا شاقًّا في متون القراءات ، وعلم أنه أجازه الشيخ الزيات فأجازه إجازة مكتوبة بالكتب الثلاثة الشاطبية والدرة والطيبة.
- وقرأ على الشيخ محمد إسماعيل الهمداني.
- وعلى الشيخ عامر السيد عثمان ثلاثة أجزاء لورش بالجامع الأزهر.
- وقرأ ثلاثة أجزاء على الشيخ خليل الباسوسي.
- وقرأ على الشيخ أحمد هاني شيخ مقرأة السيدة نفيسة مرارًا بالقراءات.

وكان يطوف على المقارئ يقرأ على المشايخ.

## حياته العملية
بعد أن تخرج في المعهد عُيّن أولاً في التعليم الابتدائي في الإسكندرية، فبقي فيها سنة واحدة، ثم انتقل إلى التدريس في التعليم الابتدائي بالقاهرة، وعلَّم بالمعهد الإعدادي والثانوي بالفيوم، ثم انتقل إلى التعليم بمعهد القراءات بالقاهرة، وتتلمذ عليه كثيرون من المصريين وغيرهم، ثم وصل إلى مدرس أول بالمعهد، ثم انتقل إلى تفتيش المعاهد الأزهرية بالإدارة العامة، ثم رُقي إلى مفتش أول عام، إلى أن أحيل على المعاش سنة 1997 .
و عُيّن شيخًا لعدة مقارئ ، أولاً مسجد الهجيني بشبرا، ومسجد عين الحياة الذي كان يخطب فيه الشيخ عبد الحميد كشك، وكان يجل الشيخ عبد الحكيم، ويحضر المقرأة من أولها إلى آخرها، قال الشيخ عند ذكره: ورضي عنه، ونوّر قبره، وأسكنه فسيح جناته، ثم مقرأة مسجد الشعراني، ثم شيخًا لمقرأة مسجد السيدة نفيسة ، ومقرأة مسجد السيدة سكينة، ثم شيخًا لمقرأة الأزهر إلى الآن ، وكان وكيلاً للجنة تصحيح المصاحف بالأزهر.
عرضت عليه مشيخة المقارئ أيام الشيخ رزق حبة، فقال: لا أكون شيخًا لها والشيخ رزق حبة موجود، وبعد وفاة الشيخ رزق نزل عنها رسميًّا، فتقلدها تلميذه الشيخ أحمد عيسى المعصراوي. وهو اليوم الموجه الأول لعلوم القرآن والقراءات بالإدارة المركزية لشؤون القرآن الكريم بالأزهر الشريف، وشيخ مقرأة الجامع الأزهر، وشيخ جمعية أهل القرآن بالأزهر الشريف، وعضو لجنة تصحيح المصاحف بمجمع البحوث الإسلامية، وعضو لجنة المسابقات السنوية بالإذاعة والتلفزيون وإذاعة القرآن الكريم .

## رحلاته
زار بلادًا عدة مصليًا، وتاليًا بالقراءات، في شهر رمضان وغيره، ومعلِّمًا، وحكَمًا في المسابقات، وكان شيخ الأزهر جاد الحق يختاره للذهاب إلى هذه الرحلات والمسابقات، من ذلك: أستراليا، سيدني، وميلبورن، وزار تايلند،
، وبومباي، وبانغلاديش، وشارك في مسابقات عديدة في شرق آسيا، وزار ساحل العاج، وحضر رمضان في سيراليون، وروسيا، وأمريكا، مرة بنيويورك، ومرة بكاليفورنيا، وطلبوه بعد ذلك فامتنع.
وأما البلدان العربية فزار الإمارات غير مرة، وشارك في لجنة مسابقة دبي سنة 1423=2002، والكويت، وشارك في مراجعة مصحف بها، ويذهب إلى قطر من نحو عشرين سنة للحكم في المسابقة العالمية، واختير في السعودية حكمًا في المسابقة الدولية سنة 1422=2001، وسنة 1425=2004، وعمل بها قديمًا مدرسًا للتجويد والقراءات في الجامعة الإسلامية بالمدينة سنة واحدة، واختاره للتدريس بها الشيخ عبد الفتاح القاضي يوم كان شيخًا لمعهد القراءات.

### خبره مع الشيخ القاضي
قال الشيخ عبد الحكيم: " وكان الشيخ عبد الفتاح القاضي يسمعني في المعهد حين يمر لسماع الطلبة، وزكاني لديه الشيخ رزق حبة، وقال له : إن كنت تريد أن تختار لكلية القرآن الكريم بالجامعة الإسلامية بالمدينة المنورة فاختر الشيخ عبد الحكيم عبد اللطيف، فقال : فليحضر إلي بمنزلي بمنطقة عبده باشا، فذهبت إليه في ليلة من ليالي رمضان، وكان حاضرًا الشيخ مصطفى إسماعيل، والشيخ شعبان الصياد، ومدير شؤون القرآن الكريم بالأوقاف، فلما رآني قال : من ؟ قلت : عبد الحكيم الذي كلمك عني فضيلة الشيخ رزق حبة، وكنت ألبس لباسًا جديدًا كاكولا وقفطانًا وعمة، فقال : اللباس والمنظر تمام، فاقعد حتى أختبرك، على من قرأت ؟ فقلت : قرأت على عدة مشايخ منهم الشيخ محمد مصطفى الملواني، والشيخ مصطفى منصور الباجوري، فقال : شيخ جليل، من مشايخه الشيخ محمد مكي نصر صاحب نهاية القول المفيد، والشيخ علي سبيع، وهو رجل جليل القدر في علم القراءات والتفسير، أيَّ كتاب قرأت عليه ؟ قلت: الشاطبية والدرة، فقال: أختبرك، وسألني في الشاطبية في سورة العنكبوت، وأنا أجيب على التوّ وأقرأ المتن قراءة صحيحة، ثم سألني في الدرة، ومن ذلك في سورة مريم: يرثْ رفعُ حُز، واضمم عتيًّا وبابه خلقتك فِدْ ، والهمزُ في لأهبْ أُلا
فقرأتها فورًا، فقال : بسم الله ما شاء الله ! أنت حافظ تمام ، فقلت له: امتحن كما تريد يا سيدنا الشيخ ، وقرأت أمامه قراءات ، فسمعني ، وسُرَّ جدًّا ، وأجاز قراءتي، وقلت له بعد أن امتحنني في الشاطبية والدرة : الطيبة قرأتها على الشيخ الزيات ، قال : لا لا ! أنا لم أقرأ الطيبة لأنها عويصة ، لا تُحفظ ! ".

## المؤلفات العلمية
من تأليفه إكمال كتاب الكوكب الدري الذي لم يكمله الشيخ قمحاوي، وشرح منظومة قراءة الكسائي للشيخ الضباع، سماها: حديقة الرائي، وقد ضاع هذا الشرح عند بعض تلاميذه .

## تسجيلاته
- سجّل ختمتين لحفص إحداهما بقصر المنفصل وختمة لشعبة .
- شرع في ختمة مصورة لأبي جعفر في قناة الفجر بلغ فيها إلى : (فحملته فانتبذت) في مريم ( 2008 ، وهو على نية إتمامها ) .
- له في إذاعة القرآن الكريم بمصر:

1. برنامج اقرؤوا القرآن ، في التجويد التطبيقي ، يذاع الآن .
2. وثماني حلقات في التجويد العلمي .
3. وشرع في تسجيل متن الشاطبية، وهو على نية شرحها للإذاعة .
4. وشرح حديث أنزل القرآن على سبعة أحرف .
5. وقدَّم لختمتي قالون والدوري عن أبي عمرو للشيخ الحصري .

## الوفاة
توفي في يوم الجمعة الموافق السابع من ذي الحجة سنة 1437 هـ 9 سبتمبر 2016 ميلادية عن ثمانين عاما مباركة في خدمة كتاب الله.

## المصدر
- ملتقى أهل التفسير.

## وصلات خارجية
- صفحته على موقع إسلام ويب

## طالع أيضًا
- أحمد عيسى المعصراوي
- أحمد مرعي
- أحمد الأشموني
- أحمد مصطفى